# Alina Kabajeva
Alina Martovna Kabajeva (ryska: Алина Маратовна Кабаева), född 12 maj 1983 i Tasjkent i Uzbekiska SSR i Sovjetunionen, är en rysk tidigare gymnast. Hon är sedan den 3 juni 2022 föremål för EU:s 6:e sanktionspaket på grund av sin roll i rysk propaganda i samband med Rysslands invasion av Ukraina 2022.

## Biografi

### Idrottskarriär
Kabajeva tog OS-brons i rytmisk gymnastik i samband med de olympiska gymnastiktävlingarna 2000 i Sydney och OS-guld i samma gren i samband med de olympiska gymnastiktävlingarna 2004 i Aten.

### Familj

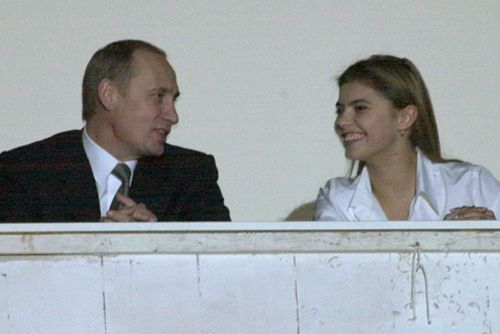
Vladimir Putin och Kabaeva vid ryska rytmisk gymnastikmästerskapen år 2001.

Kabajeva förlovade sig med polisen David Museliani 2004. De inledde sin relation 2002, men separerade 2005.
I april 2008 rapporterade den ryska tidningen Moskovskij korrespondent att Kabajeva hade en relation med den ryske presidenten Vladimir Putin. Nyheten förnekades och tidningen stängdes ner. Under de följande åren förekom många påståenden om en relation mellan Kabajeva och Putin, med påståenden om att de hade flera barn tillsammans. I juli 2013 angav Kabajeva att hon inte hade några barn. I mars 2015 rapporterades att hon fött en dotter vid VIP-sjukhuset vid Saint Ann i Ticino, Schweiz. År 2019 födde hon två tvillingsöner vid Kulakov maternity clinic i Moskva.
I mars 2022 insamlades i Schweiz över 70 000 namnunderskrifter för att få Kabajeva utvisad från Schweiz.

### Sanktioner 2022
I och med EU:s 6:e sanktionspaket som antogs den 3 juni 2022 blev Kabajeva inkluderad i listan över sanktionerade personer och företag som får sina tillgångar frysta samt rese- och transiteringsrestriktioner. Detta motiverades med att hon har en ledande befattning i ett medieföretag som äger stora delar av organisationer som förmedlar den ryska regeringens propaganda.